# Ney Rosauro
Ney Rosauro (* 24. Oktober 1952 in Rio de Janeiro) ist ein brasilianischer Komponist, Marimbavirtuose und Dirigent.
Rosauro begann 1977 mit seinem Studium in seiner Heimatstadt Rio de Janeiro. Als Komponist schrieb er über 50 Werke für Schlagwerk und einige pädagogische Bücher. Seine Werke sind weltweit bekannt und wurden schon von namhaften Künstlern wie Evelyn Glennie und dem London Symphony Orchestra aufgeführt. Seinen Masterabschluss machte er bei Siegfried Fink an der Hochschule für Musik Würzburg, seinen Doktor an der Universität in Miami bei Fred Wickstrom.

## Diskografie (Auswahl)
- 2005: Melodies for Percussion
- 2007: Ney Rosauro and the University of Calgary Wind Ensemble
- 2007: Ney Rosauro in Concert
- 2008: Brasilian Music for Percussion
- 2008: Early Mallet Works
- 2008: Rapsódia